# Usine de torpilles de Gassin
L’usine de torpilles de Gassin se situe sur la commune de Gassin, près de Cogolin et sur la route de Saint-Tropez, au lieu-dit Bertaud. Elle est détenue par Naval Group, premier employeur privé du département du Var, qui emploie sur ce site 250 personnes.
L’usine est installée, depuis plus d’un siècle, sur un site historique qui abrite des restes d’occupation romaine et un château du XVIe siècle. L’usine figure à l’inventaire général du patrimoine culturel. Le château y figure en propre distinctement.

## Historique

### Une usine privée créée en 1912
En 1912, un conglomérat d’entreprises britanniques, Whitehead Torpedo Ltd, Vickers Ltd et Armstrong Whitworth & Co Ltd,, fonde la Société française des torpilles Whitehead pour la construction d’une usine sur le bord de mer à l’est de Gassin. Une société similaire gérait la Compagnie des torpilles Whitehead, basée à Fiume, alors comprise dans l’empire d’Autriche-Hongrie. Elle porte le nom de Robert Whitehead, l’inventeur de la première torpille, qui fonda l’usine de Fiume quarante ans plus tôt. Elle permet d’assurer un approvisionnement, y compris en cas de guerre.
L’ouverture est prévue à l’été 1913 avec une commande à honorer de 150 torpilles. Durant la Grande Guerre, l’usine est utilisée pour la fabrication d’obus et la production des 150 torpilles ne commence qu’en 1917 pour s’achever en 1922. Une livraison est effectuée à l’Italie, puis d’autres aux Pays-Bas et à la Lettonie.
Après la guerre, elle est l’une des trois usines au monde fabriquant des torpilles. Certains de ses actionnaires sont frappés par la loi sur les séquestres des biens ennemis.
Le bien être du personnel conduit la direction, précurseur en la matière, à mettre en place des mesures notamment en vue de développer la pratique sportive.

### La francisation de l’entreprise
La Marine nationale  passe une première commande en 1914 et la guerre conduit à une forte demande d’obus. L’usine Whitehead travaille pour l’exportation dès ses débuts, une vocation qui n’a pas cessé depuis : en 2012, l’usine livre des torpilles à quinze pays.
Jusqu’en 1925, le personnel encadrant de l’établissement est exclusivement britannique. L’appartenance à des actionnaires essentiellement étrangers est régulièrement dénoncée par la presse. La marine annonce qu’elle refuse désormais de se fournir auprès d’elle en 1925. Les autorités françaises font alors pression pour qu’une entreprise française rachète la société et l’usine devient la propriété de la Société de construction des Batignolles et de la Société des aciéries et des forges de Firminy en 1925.

### Regroupement et nationalisation en 1937
L’entreprise est visée par la loi du 11 août 1936 sur la nationalisation des entreprises fabriquant des matériels de guerre. Un décret du 15 décembre 1936 entérine son passage à la Marine nationale. Elle en prend officiellement possession le 3 février 1937, en même temps que les bâtiments de la Londe-les-Maures, alors que l’ancien propriétaire refuse le montant proposé. La nationalisation comprend l'usine, mais également les fonds, le matériel, les approvisionnements et le matériel.
Les deux unités sont associées dans la fabrication des torpilles dans les décennies suivantes.
Pendant la guerre un sabotage est mené contre deux camionnettes de l’usine.

### L’usine des torpilles françaises
Après la Seconde Guerre mondiale, toutes les torpilles françaises sont construites par l’usine de Gassin. Dans les décennies qui suivent, le nom des établissements de Saint-Tropez s’associent étroitement avec les torpilles françaises.

### Existence menacée
L’usine, intégrée à la Marine nationale, à la délégation générale pour l’armement (DGA)  est aujourd’hui la propriété de Naval Group (anciennement DCN puis DCNS).
Son existence est remise en cause régulièrement depuis les années 1980. Elle a échappé à la fermeture en 1991, au prix de réductions de postes, ses effectifs tombant à moins de 600 employés.

### Vente des terrains
En 2016, DCNS annonce la vente du site de l’usine des torpilles, dans des conditions jugées "floues" par les élus locaux. La presse évoque alors l’achat par un milliardaire libanais. Finalement c'est le Groupe WAJBROT (foncière familiale d'investissement) qui sera la futur propriétaire des lieux.
Après plusieurs mois de négociations, les conditions de la mise en vente du site, y compris le château, sont dénoncées par les élus de la communauté de communes du golfe de Saint-Tropez, et ceux de la commune de Gassin, et l’objet de polémique. L’entreprise maintient néanmoins sa volonté de vendre.
En définitive, c’est bien de la cession des terrains qu’il s’agit et non de celle de l’outil industriel ; la transaction est effective depuis décembre 2018.
Le groupe annonce en 2022 la délocalisation des effectifs et de la production au profit de La Londe.

## Site
L’usine s’étend sur 90 000 m2 au fond du golfe de Saint-Tropez.
Le terrain, propriété au XVIe siècle de la famille de Châteauneuf, coseigneur de Gassin, est vendu en 1912 par une famille originaire de Lyon.
Sur le terrain, utilisé comme logement de fonction du directeur, se trouve un château du XVIe siècle. Plusieurs bâtiments patrimoniaux y sont liés : une chapelle, un moulin et une fontaine notamment.
Durant des travaux réalisés en 1970, des monnaies ont été retrouvées ainsi qu’une amphore gauloise et de la céramique. Le Dr Alphone Donnadieu décrit la présence de briques de colonnes et de onze monnaies romaines.
L’usine est connue sous plusieurs noms, notamment celui de l’usine de torpilles de Saint-Tropez. Elle a porté le nom d’établissement des constructions et armes navales de Saint-Tropez (ECAN St-Tropez), direction des constructions navales de Saint-Tropez (DCN Saint-Tropez), DCN Ingénierie centre de Saint-Tropez, DCN Systèmes de combat  site de Saint-Tropez

, Business Unit Armes sous-Marines.

### Processus de production
Le site combine sur place l’ensemble du processus de la fabrication des torpilles : conception, fabrication et essai. Elle dispose de bureau d’étude et de développement, des moyens de production et de moyens d’essai.
Jusqu’en 1944, l’État confie la prééminence dans la construction des torpilles aux unités de Toulon. Les ravages provoqués par les bombardements alliés sur la région toulonnaise conduisent à une profonde modification dans cette organisation.
L’ECAN Saint-Tropez est désigné comme "chef de file" dans la construction des torpilles, notamment pour les nouvelles à créer. Il conçoit les torpilles K2, E12, Z13, L3 et E14, fabriquées dans un atelier de Nancy et également, entre 1958 et 1962, à Mers el-Kébir. L’usine de Gassin, bénéficiant des moyens de contrôle de l’ensemble du processus de création des torpilles, devient le seul atelier constructeur de torpilles.
Avec l’arrivée du programme Murène, l’informatique se généralise à tous les stades de la fabrication des torpilles, la conception comme les tests.

## Effectifs
Avant son ouverture, la presse annonce l’embauche de 500 ouvriers avant de passer en trois ans à 3 000. En 1922, elle emploie 550 personnes.
En 1920, l’usine employait une centaine de personnes, dont une vingtaine de femmes et une vingtaine d’étrangers.
Les effectifs des établissements de Gassin et La Londe sont de 570 en 1937. Dans les années 1980, les sites de Gassin et La Londe emploient 1 200 personnes, dont environ 900 à Gassin et dont 100 à 150 ingénieurs et cadres,. Après la fermeture du site de La Londe en 1991, les effectifs passent sous la barre des 600. Ils ne sont plus que 290 en 2003.

## Mouvements sociaux
Contrairement à d’autres sites de ce type au sein du « Var rouge », le site de Gassin n’a jamais connu d’important mouvement social. En 1919, une grève se termine sans incident. En 1922, quelques semaines après la scission menée par la frange communiste à la CGT, la Confédération générale du travail unitaire lance une grève à l’usine de torpilles de Gassin. Elle s’achève par un échec pour les grévistes après un mois d’arrêt.
En 1968, l’usine est occupée durant une heure par des ouvriers. Ils quittent les lieux après l’intervention du directeur.

## Modèles fabriqués
En 1980, sept des neuf modèles en usage dans la marine ont été inventés et produits dans l’usine de Gassin. Cela comprenait alors toutes les torpilles anti-sous-marines pour bâtiments de surface (torpille à programme pour combat rapproché, torpille acoustique active pour lutte ASM à moyenne distance et torpille acoustique active, arme terminale de l’engin Malafon), toutes les torpilles contre les bâtiments de surface et, pour les torpilles acoustiques contre les sous-marins, un des trois modèles pour aéronef de l’aéronautique navale.
Depuis les années 2010, le site réalise la fabrication des torpilles F21, issue du programme Artémis. Ce programme a été confié par la direction générale de l'Armement à la société DCNS en 2008. Elle vise à doter de torpilles lourdes les sous-marins nucléaires de la marine française, lanceur d’engins et d’attaque. Elle  remplace la torpille DTCN F17 retiré en 2024.
Les tirs de qualification ont été réalisés en juin 2017 au large de l’usine de Gassin.
La qualité des torpilles fabriquées à Gassin a été remise en cause durant l’entre-deux-guerres par plusieurs pays, dont la Yougoslavie. Le prix des torpilles, largement supérieur à celui des missiles fabriqués en Grande-Bretagne est également un handicap. Il conduit entre autres la Finlande et la Pologne, pourtant intéressée par la qualité des produits français, à choisir le concurrent britannique.

## Usine de La Londe
De 1907 et jusqu’en 1993, la DCN possédait également une usine aux Bormettes, à La Londe-les-Maures. Elle servait à sa création à régler les torpilles fabriquées dans les usines d’Harfleur et du Creusot par la société Schneider. Elle fut associée à l’usine de Gassin après la nationalisation des deux unités par le décret de 1936.

## Propriétaires et directeurs

### Propriétaires
| Identité                                  | début | entre | et | fin |
| Whitehead & Co                            |       |       |    |     |
| Schneider                                 |       |       |    |     |
| Société des torpilles de Saint-Tropez     |       | 1937  |    |     |
| État français/ Marine nationale           | 1937  |       |    |     |
| Délégation générale pour l’armement (DCN) | 1961  |       |    |     |
| DCNS/Naval Group                          | 2003  |       |    |     |
| Bailleur privé                            | 2018  |       |    |     |

### Directeurs
| Identité            | début | entre   | et | fin         |
|                     |       |         |    |             |
| Henri Charles Stroh |       | 1925    |    | 1933        |
|                     |       |         |    |             |
| André Minvielle     |       | 1973    |    | 1979        |
| Jacques Divan       |       | 1979    |    | 1983        |
| Damien Raby         | 2016  | octobre |    | aujourd’hui |

## Un fort ancrage local
L’usine des torpilles bénéficie d’un fort ancrage local. Il s’explique par l’ancienneté de son implantation, son importance stratégique et son impact sur l’emploi avec la présence de nombreux retraités de l’usine. Les employés résident majoritairement dans le bassin local où se trouve l’usine, principalement dans les communes de Cogolin, Sainte-Maxime et Saint-Tropez. En 1920, elle met à disposition de la société sportive de Saint-Tropez diverses installations (agrès, terrain de football). Les essais de torpilles sont l’occasion d’émerveillement pour les touristes ; le reste du temps, les concierges autorisent l’accès des plages aux scouts.
Cet établissement industriel tranche avec un milieu marqué par le secteur tertiaire, notamment le tourisme et l’administration.

## Sources

#### Généralité
- Anne Burnel, La Société de construction des Batignolles de 1914-1939 : histoire d'un déclin, Genève-Paris, Librairie Droz S.A., 1995 (lire en ligne)

#### Syndicalisme et grève de 1920
- Roger Codou, Le Cabochard : mémoires d'un communiste, 1925-1982, Paris, F. Maspero, coll. « Actes et mémoires du peuple », 1982, 241 p.
- Jacques Girault, Le Var Rouge. Les Varois et le socialisme de la fin de la Première Guerre mondiale, Paris, Publications de la Sorbonne
- Office du travail, Statistique des grèves et des recours à la conciliation et à l'arbitrage survenus pendant l'année, Paris, Ministère du commerce, de l'industrie, des postes et des télégraphes, 1921 (lire en ligne)